# Silvana Suárez
Pour les articles homonymes, voir Suárez.
Silvana Rosa Suárez Clarence, née le 29 septembre 1958 à Córdoba et morte le 21 octobre 2022 à Nono (province de Córdoba (Argentine)), est un mannequin argentin. Elle est gagnante de Miss Monde 1978.
Elle a posé nue pour Playboy en 1980 (photos publiées dans le numéro de mai 1980).